# Еґвальд
Еґвальд (*Ecgwald, Ecguald, Ecwald, д/н — бл. 683) — підкороль (subregulus) Сассексу в 682—683 роках.

## Життєпис
За походженням Еґвальд, напевне, належав до правлячої династії королівства Сассекс. У 682 році після поразки та загибелі короля Етельвеля від військ Вессексу призначається Кедваллою, королем останнього, підкоролем частини Сассексу (іншим правителем зі статусом дуксом став Едвульф).
Протягом 682—683 років боровся проти елдорменів Бертуна і Андгуна, які виступили за незалежність Сассексу й стали боротися проти Вессексу. В цій боротьбі Еґвальд зазнав поразки. Невідомо — загинув він або втік до Вессексу.